# Mavikent, Kumluca
Mavikent là một thị trấn thuộc huyện Kumluca, tỉnh Antalya, Thổ Nhĩ Kỳ. Dân số thời điểm năm 2011 là 7.925 người.